# Itakura
Itakura (japanska: 板倉町?, Itakura-machi) är en landskommun (köping) i Gunma prefektur i Japan.  